# دست بالای دست بسیار است
«دست بالای دست بسیار است» (انگلیسی: The Biter Bit) یک فیلم کمدی سیاه‌وسفید کوتاه و صامت بریتانیایی است که در سال ۱۸۹۹ منتشر شد.
داستان این فیلم نسخه‌ای کپی‌برداری‌شده از فیلمِ «آبیار آبیاری می‌شود» ساختهٔ برادران لومیر است و نشان می‌دهد که در سال‌های آغازین صنعت سینما، صاحبان کمپانی‌های فیلم‌سازی بی‌هیچ دغدغه‌ای، دست به «ایده‌دزدی» می‌زدند.
این فیلم در دی‌وی‌دی منتشره توسط بنیاد فیلم بریتانیا تحتِ عنوانِ «سال‌های آغازین سینما: پیشگامان و نخستین‌ها» وجود دارد و همچنین در راهنمایِ تعاملیِ «پل مرتون» در وبگاه بنیاد فیلم بریتانیا با نام «چگونه خنده بر لبانشان می‌آمد» که به فیلم‌های صامتِ کمدی بریتانیایی در سال‌های نخست سینما می‌پردازد، بدان اشاره شده است.

## خلاصه داستان
فیلم دربارهٔ شوخی خرکیِ جوانی با یک باغبان است. باغبان در حال آبیاری است. جوانی به آرامی به او نزدیک شده و پشت درخچه‌ای، شلنگ او را خم می‌کند و آب قطع می‌شود. باغبان متعجب شده و با شلنگ ور می‌رود و به محض نگاه‌کردن به سوراخ خروجی آن، جوان، شلنگ را رها می‌کند و آب با فشار به صورت باغبان می‌پاشد. باغبان بلافاصله متوجه موضوع شده، جوان را خِفت کرده و او را با همان شلنگ خیس می‌کند.